# Wild Horses
«Wild Horses» (с англ. — «Дикие лошади») — баллада английской рок-группы The Rolling Stones, написанная Миком Джаггером и Китом Ричардсом и впервые вышедшая в альбоме Sticky Fingers в 1971 году. Журнал Rolling Stone определил её на 334-ю позицию в списке «500 величайших песен всех времён», составленном в 2004 году.

## История создания и записи
В аннотации к сборнику 1993 года Jump Back: The Best of The Rolling Stones значатся следующие слова Джаггера: «Все говорят, что песня о Марианне [Фейтфулл], но я так не думаю; то было давно в прошлом [роман с Марианной]. Но, определённо, это был порыв души. Что-то очень личное, сокровенное и печальное». Кит Ричардс вспоминал, что на мелодию его вдохновило само словосочетание «Wild Horses».
Песня была записана за трёхдневный период, со 2 по 4 декабря 1969 года, в студии Muscle Shoals Sound Studio в городе Шеффилд, Алабама. Во время этих трёхдневных сессий, группа успела записать ещё две песни для будущего альбома, «Brown Sugar» и «You Gotta Move». Несмотря на то, что песня была записана в декабре 1969 года, её выпуск пришлось отложить больше чем на год, из-за правовых споров между группой и их бывшим лейблом.
«Wild Horses» является одной из двух песен The Rolling Stones, наряду с «Brown Sugar», права на которую принадлежат как группе, так и их бывшему менеджеру Аллену Клейну, в результате чего они обе были включены в компиляцию Hot Rocks 1964–1971.
Для записи песни был приглашён сессионный музыкант Джим Дикинсон, сыгравший на фортепиано, Кит Ричардс сыграл как на акустической, так и на электрогитаре, а Мик Тейлор лишь на акустической. Ричардс использовал «нэшвиллскую регулировку», когда струны акустической гитары заменяются струнами на одну октаву выше. Иэн Стюарт присутствовал на сессиях во время записи, но отказался играть партию фортепиано, в связи с тем, что она состояла из так нелюбимого им минорного трезвучия.

## Релиз
Ещё до выхода пластинки Sticky Fingers звезда кантри Грэм Парсонс записал, с разрешения авторов, «Wild Horses» с группой The Flying Burrito Brothers. Хотя The Rolling Stones уже определились с выходом сингла, его первым релизом стала именно версия The Flying Burrito Brothers — в апреле 1970 в составе их второго альбома Burrito Deluxe.
Выпущенный The Rolling Stones (только в США) в июне 1971-го, как второй сингл группы в текущем году, он добрался до 28-й позиции в чарте Billboard Hot 100. На живых концертах группы песня неизменно пользовалась успехом, но несмотря на это остальной мир дождался её релиза только в 1995 году в переработанном виде в составе акустической пластинки Stripped. В 1996 году эта версия была издана в качестве второго сингла со Stripped, первым синглом стала кавер-версия хита Боба Дилана «Like a Rolling Stone».
В 2007 году, бывшая супруга Мика Джаггера, Джерри Холл назвала «Wild Horses» своей любимой песней The Rolling Stones.

## Кавер-версии
В начале 90-х кавер-версию песни записала английская дрим-поп-группа The Sundays. Эта версия вышла в составе американской версии их альбома 1992 года Blind, в виде би-сайда на сингле «Goodbye» а также была выпущена в 1993 году в виде промосингла с сопутствующим видеоклипом.
Существует ошибочное мнение, что эта версия исполняется The Cranberries, Сарой Маклахан или Mazzy Star.
Инструментальную версию песни часто исполняла американская хард-рок-группа Guns N’ Roses во время своего тура Use Your Illusion Tour. Эксл Роуз представлял недавно присоединившегося к группе гитариста Гилби Кларка, и тот вместе со Слэшем исполнял песню, Кларк играл на ритм-гитаре, а Слэш лидирующую партию, затем выходили Роуз и Маккэган и пели последние строчки песни.

## Участники записи
The Rolling Stones:
- Мик Джаггер — вокал
- Кит Ричардс — гитара, бэк-вокал
- Мик Тейлор — гитара
- Билл Уаймен — бас-гитара
- Чарли Уоттс — ударные

Приглашённые музыканты:
- Джим Дикинсон — фортепиано